# 1955 في رومانيا
فيما يلي قوائم الأحداث التي وقعت خلال عام 1955 في رومانيا.

## رياضة
- 1 يناير – دوري الدرجة الأولى الروماني 1955 الفائز دينامو بوخارست.

## مواليد

### يناير
- 31 يناير – فرجينيا روزيتشي لاعبة كرة مضرب رومانية.

### مارس
- 25 مارس – مارين إيوان

### أبريل
- 1 أبريل – باولا إيوان لاعبة جمباز فني رومانية.
- 24 أبريل – إيرني غرونفيلد لاعب كرة سلة أمريكي.

### يونيو
- 17 يونيو – رولاند فروند لاعب كرة ماء ألماني.

### يوليو
- 28 يوليو – فاسيلي أندري مصارع هاوي روماني.

### أغسطس
- 19 أغسطس – زولتان ناغي لاعب هوكي جليد روماني.

### سبتمبر
- 2 سبتمبر – فلورنتا ميهاي لاعبة كرة مضرب رومانية.

### أكتوبر
- 5 أكتوبر – أورورا دان مبارزة بالسيف رومانية.
- 11 أكتوبر – إيونيل أغوستين لاعب كرة قدم.

## وفيات

### مايو
- 4 مايو – جورج اينيسكو (مواليد 1881) ملحن روماني.

### ديسمبر
- 27 ديسمبر – إلي كالبرتسون (مواليد 1891)